# Quitandinha
Quitandinha est une municipalité brésilienne située dans l'État du Paraná.